# Lipa Miklas (gromada)
Lipa Miklas – dawna gromada, czyli najmniejsza jednostka podziału terytorialnego Polskiej Rzeczypospolitej Ludowej w latach 1954–1972.
Gromady, z gromadzkimi radami narodowymi (GRN) jako organami władzy najniższego stopnia na wsi, funkcjonowały od reformy reorganizującej administrację wiejską przeprowadzonej jesienią 1954 do momentu ich zniesienia z dniem 1 stycznia 1973, tym samym wypierając organizację gminną w latach 1954–1972.
Gromadę Lipa Miklas (pisownia bez łącznika) siedzibą GRN w Lipie Miklas utworzono – jako jedną z 8759 gromad na obszarze Polski – w powiecie iłżeckim w woj. kieleckim, na mocy uchwały nr 13k/54 WRN w Kielcach z dnia 29 września 1954. W skład jednostki weszły obszary dotychczasowych gromad Babilon, Gruszczyn, Lipa Krępa, Lipa Miklas, Jelonek, Małgorzacin i Nowa Wieś ze zniesionej gminy Lipsko oraz kolonia Sewerynów i kolonia Lucjanów z dotychczasowej gromady Boży Dar ze zniesionej gminy Krępa Kościelna w tymże powiecie. Dla gromady ustalono 12 członków gromadzkiej rady narodowej.
1 stycznia 1956 gromada weszła w skład nowo utworzonego powiatu lipskiego w tymże województwie.
31 grudnia 1961 gromadę zniesiono, a jej obszar włączono do nowo utworzonej gromady Lipsko.